# Münsing
Münsing est un village de Bavière (Allemagne), située dans l'arrondissement de Bad Tölz-Wolfratshausen, dans le district de Haute-Bavière.

## Personnalités liées à la ville
- Annamirl Bierbichler (1946-2005), actrice née à Ambach.
- Josef Bierbichler (1948-), acteur né à Ambach.
- Patrick Süskind (1949-), écrivain né à Ambach.